# Shenyang J-50
El Shenyang J-50, J-XD, o J-XDS, es una designación temporal otorgada por analistas militares y medios de defensa a un avión birreactor de ala lambda sin cola, en desarrollo por Shenyang Aircraft Corporation (SAC). El avión fue observado en pruebas de vuelo en Shenyang, Liaoning, China, en diciembre de 2024, y los analistas lo denominaron provisionalmente Shenyang J-XD o Shenyang J-50, dada la limitada información disponible.

## Historia
En 2018, Shenyang Aircraft Corporation (SAC) supuestamente desarrolló prototipos para la aeronave de próxima generación. La inteligencia y los rumores indicaron que los diseños chinos utilizarían una configuración de ala voladora sin cola o punta de flecha voladora que puede proporcionar características de sigilo de banda ancha mayores en comparación con la generación anterior de cazas, nuevas tecnologías de propulsión, sensores mejorados que permiten que la aeronave opere junto con aeronaves de equipo no tripuladas o vehículos aéreos de combate no tripulados (UCAV), etc.
En septiembre de 2022, el general Mark D. Kelly de la Fuerza Aérea de los Estados Unidos (USAF), jefe del Comando de Combate Aéreo (ACC), sugirió que China estaba encaminada con su programa de cazas de sexta generación, y creía que el diseño chino utiliza un enfoque de "sistema de sistemas" como el de Estados Unidos, que permite reducciones "exponenciales" en la firma furtiva y mejoras en la potencia de procesamiento y la detección.
El 26 de diciembre de 2024, un nuevo prototipo de avión Shenyang, que se cree forma parte del programa chino de cazas de sexta generación, fue avistado cerca de las instalaciones de Shenyang Aircraft Corporation. El descubrimiento coincidió con el avistamiento del Chengdu J-36 de su compañía hermana, Chengdu Aircraft Corporation. Informes no confirmados sugerían que el caza Shenyang realizó su primer vuelo el 20 de diciembre de 2024. El prototipo de Shenyang parecía ser más pequeño que el de Chengdu. Iba seguido por un caza de ataque Shenyang J-16 como avión de persecución.
Nuevas imágenes posteriores, que aparecieron en enero y abril de 2025, permitieron realizar observaciones para confirmar varios detalles, incluyendo la configuración del ala lambda del avión, las puntas de las alas giratorias como superficies de control, el bimotor con aparentes toberas vectorizadoras de empuje, mientras que desacreditaron una hipótesis que sugería que el avión tenía empenaje plegable.

## Diseño
El prototipo de caza Shenyang presenta una configuración de flecha acodada con alas lambda de flecha pronunciada con puntas de ala caídas, dos tomas de aire ventrales con entrada supersónica sin desviador (DSI), posiblemente empenaje plegable y compartimentos para dos motores. Se especuló que el tamaño mediano de la aeronave sería más adecuado para operaciones en portaaviones. La cubierta de la cabina no era visible en ninguna de las imágenes disponibles de la aeronave, lo que dio lugar a teorías divergentes sobre si se trataba de una aeronave tripulada, no tripulada, o con tripulación opcional.
Una foto que apareció hacia fines de enero de 2025 sugirió que el avión tenía puntas de ala giratorias que podrían usarse como superficies de control. No había señales de superficies de control plegables y, aunque la foto no era lo suficientemente clara como para distinguir una cubierta, había una joroba en el área donde se esperaría una.